# Ormosia serrata
Ormosia serrata là một loài ruồi trong họ Limoniidae. Chúng phân bố ở miền Cổ bắc.